# Helicopsyche copulata
Helicopsyche copulata là một loài Trichoptera trong họ Helicopsychidae. Chúng phân bố ở miền Australasia.